# Puchar Wielkich Mistrzów 2005
Puchar Wielkich Mistrzów 2005 – siatkarski turniej rozegrany w dniach 18–23 listopada 2005 roku w Osace i Nagoi w Japonii.

## System rozgrywek
W Pucharze Wielkich Mistrzów 2005 udział wzięli mistrzowie poszczególnych konfederacji, gospodarz (Japonia) oraz drużyna, która otrzymała dziką kartę. Wszystkie reprezentacje rozegrały ze sobą po jednym spotkaniu. Zespół, który po rozegraniu wszystkich meczów miał najwięcej punktów, zdobył puchar.

## Drużyny uczestniczące
| Reprezentacja     | Sposób kwalifikacji                            |
| ----------------- | ---------------------------------------------- |
| Brazylia          | mistrz Ameryki Południowej                     |
| Egipt             | dzika karta mistrz Afryki                      |
| Chiny             | mistrz Azji                                    |
| Japonia           | gospodarz (wicemistrz Azji i Oceanii)          |
| Stany Zjednoczone | mistrz Ameryki Północnej, Środkowej i Karaibów |
| Włochy            | mistrz Europy                                  |

## Wyniki spotkań

### I runda – Nagano
| Data  | Drużyna 1         | Wynik | Drużyna 2         | 1     | 2     | 3     | 4     | 5     | * |
| ----- | ----------------- | ----- | ----------------- | ----- | ----- | ----- | ----- | ----- | - |
| 18.11 | Stany Zjednoczone | 1:3   | Brazylia          | 27:25 | 19:25 | 22:25 | 24:26 |       |   |
| 18.11 | Włochy            | 3:0   | Chiny             | 25:15 | 25:15 | 25:17 |       |       |   |
| 18.11 | Egipt             | 2:3   | Japonia           | 16:25 | 25:23 | 25:14 | 23:25 | 5:15  |   |
| 19.11 | Chiny             | 2:3   | Brazylia          | 25:23 | 28:26 | 11:25 | 18:25 | 10:15 |   |
| 19.11 | Włochy            | 1:3   | Egipt             | 25:20 | 25:18 | 25:19 |       |       |   |
| 19.11 | Japonia           | 1:3   | Stany Zjednoczone | 22:25 | 25:22 | 21:25 | 23:25 |       |   |

### II runda – Tokyo
| Data  | Drużyna 1         | Wynik | Drużyna 2         | 1     | 2     | 3     | 4     | 5     | * |
| ----- | ----------------- | ----- | ----------------- | ----- | ----- | ----- | ----- | ----- | - |
| 21.11 | Egipt             | 3:2   | Chiny             | 25:23 | 21:25 | 21:25 | 25:21 | 15:12 |   |
| 21.11 | Stany Zjednoczone | 3:0   | Chiny             | 25:23 | 25:20 | 25:18 |       |       |   |
| 21.11 | Brazylia          | 3:1   | Japonia           | 25:21 | 25:20 | 23:25 | 25:18 |       |   |
| 22.11 | Egipt             | 0:3   | Stany Zjednoczone | 12:25 | 21:25 | 15:25 |       |       |   |
| 22.11 | Włochy            | 2:3   | Brazylia          | 30:32 | 20:25 | 25:23 | 25:22 | 13:15 |   |
| 22.11 | Chiny             | 2:3   | Japonia           | 14:25 | 26:24 | 20:25 | 37:35 | 8:15  |   |
| 23.11 | Stany Zjednoczone | 3:0   | Chiny             | 25:16 | 25:21 | 25:18 |       |       |   |
| 23.11 | Brazylia          | 3:0   | Egipt             | 25:21 | 25:20 | 25:21 |       |       |   |
| 23.11 | Japonia           | 0:3   | Włochy            | 20:25 | 22:25 | 20:25 |       |       |   |

## Tabela końcowa
| Lp. | Drużyna           | Pkt | Mecze | Mecze | Mecze | Sety | Sety | Sety  | Małe punkty | Małe punkty | Małe punkty |
| Lp. | Drużyna           | Pkt | M     | W     | P     | wyg. | prz. | ratio | zdob.       | str.        | ratio       |
| --- | ----------------- | --- | ----- | ----- | ----- | ---- | ---- | ----- | ----------- | ----------- | ----------- |
| 1   | Brazylia          | 10  | 5     | 5     | 0     | 15   | 6    | 2.500 | 505         | 443         | 1.140       |
| 2   | Stany Zjednoczone | 9   | 5     | 4     | 1     | 13   | 4    | 3.250 | 415         | 356         | 1.166       |
| 3   | Włochy            | 8   | 5     | 3     | 2     | 11   | 6    | 1.833 | 399         | 358         | 1.115       |
| 4   | Japonia           | 7   | 5     | 2     | 3     | 8    | 13   | 0.615 | 463         | 469         | 0.987       |
| 5   | Egipt             | 6   | 5     | 1     | 4     | 5    | 14   | 0.357 | 368         | 433         | 0.850       |
| 6   | Chiny             | 5   | 5     | 0     | 5     | 6    | 15   | 0.400 | 405         | 495         | 0.818       |

Źródło: Tabela
Punktacja: zwycięstwo – 2 pkt; porażka – 1 pkt
Zasady ustalania kolejności: 1. liczba punktów; 2. stosunek setów; 3. stosunek małych punktów; 4. bilans w bezpośrednich meczach

## Klasyfikacja końcowa
| Miejsce | Reprezentacja     |
| ------- | ----------------- |
| złoto   | Brazylia          |
| srebro  | Stany Zjednoczone |
| brąz    | Włochy            |
| 4.      | Japonia           |
| 5.      | Egipt             |
| 6.      | Chiny             |

## Nagrody indywidualne
| MVP              | Najlepszy punktujący | Najlepszy rozgrywający | Najlepszy atakujący | Najlepszy blokujący | Najlepszy serwujący | Najlepszy libero |
| ---------------- | -------------------- | ---------------------- | ------------------- | ------------------- | ------------------- | ---------------- |
| André Nascimento | André Nascimento     | Ricardo Garcia         | Alessandro Fei      | Ryan Millar         | Abdallah Abdalsalam | Mirko Corsano    |